# Tommaso Foti
Tommaso Foti (Piacenza, 28 aprile 1960) è un politico italiano, dal 2 dicembre 2024 ministro per gli affari europei, le politiche di coesione e il PNRR nel governo Meloni. Dal 9 maggio 1996 è inoltre deputato alla Camera, fatta eccezione dal 15 marzo 2013 al 22 marzo 2018, e dal 9 novembre 2022 al 3 dicembre 2024 capogruppo di Fratelli d'Italia alla Camera dei deputati.

## Biografia
Nato a Piacenza, dove si è diplomato presso il liceo scientifico Lorenzo Respighi, è un dirigente d'azienda nel settore agroalimentare.

### Primi passi in politica
Inizia giovanissimo l'attività politica, iscrivendosi a soli 16 anni nel Fronte della Gioventù (FdG), l'organizzazione giovanile del Movimento Sociale Italiano-Destra Nazionale (MSI-DN), in cui successivamente ha ricoperto l'incarico di segretario provinciale, ha fatto parte della Direzione nazionale, e nel 1983 di componente dell'Esecutivo Nazionale.

### Attività negli enti locali
Alle elezioni amministrative del 1980 viene eletto consigliere comunale di Piacenza per il Movimento Sociale Italiano, a soli 20 anni, venendo successivamente confermato in ogni consultazione, anche per Alleanza Nazionale, per altri sei mandati e rimanendo in carica fino al 2005.
Alle elezioni regionali in Emilia-Romagna del 1985 è candidato per la provincia di Piacenza nelle liste del MSI, ma non è eletto nonostante le 3.106 preferenze.
Alle elezioni politiche del 1987 viene candidato alla Camera dei Deputati nella circoscrizione Parma-Modena-Piacenza-Reggio nell'Emilia, ottenendo 4.423 preferenze e risultando il primo dei non eletti del MSI. Alle politiche del 1992 viene ricandidato alla Camera nella medesima circoscrizione, ma con 1.577 preferenze è di nuovo il primo dei non eletti.
Nel 1995 aderisce alla svolta di Fiuggi di Gianfranco Fini che portò allo scioglimento del MSI-DN e la fondazione di Alleanza Nazionale.
Alle elezioni regionali in Emilia-Romagna del 1995 è inserito nel listino del candidato presidente di centrodestra Gianfranco Morra, che tuttavia è sconfitto dallo sfidante di centro-sinistra Pier Luigi Bersani: non è eletto dunque consigliere.

### Elezione a deputato
Eletto alla Camera dei deputati in occasione delle politiche del 1996 per il Polo per le Libertà (in quota Alleanza Nazionale) nel collegio di Piacenza, dove ottiene il 41,32% e supera di misura Gianfranco Pasquino dell'Ulivo (40,97%) e Giorgio Alessandrini della Lega Nord (17,71%), diventa membro del consiglio direttivo di AN alla Camera per la XIII Legislatura.
Nel 1998 viene nominato anche vicesindaco di Piacenza con delega al Bilancio, all'Economato e alle Imposte e Tasse all'interno della giunta comunale di centro-destra guidata da Gianguido Guidotti. Ricopre la carica fino al 2001, quando deve dimettersi a causa dell'incompatibilità tra gli incarichi nazionali (cioè la Presidenza della Bicamerale) e gli incarichi amministrativi locali.
Alle elezioni politiche del 2001 viene riconfermato alla Camera nel medesimo collegio per la Casa delle Libertà (in quota AN), ottenendo il 47,14% e superando Luigi Cavanna dell'Ulivo (45,13%), e diventa membro della Commissione Ambiente, Territorio e Lavori Pubblici della Camera e Presidente della Commissione Bicamerale di Vigilanza sull'Anagrafe Tributaria per la XIV Legislatura.
Alle elezioni amministrative del 2004 viene candidato alla presidenza della Provincia di Piacenza (sostenuto da una coalizione di centro-destra formata da Forza Italia, AN, UdC, Partito Repubblicano Italiano - I Liberal Sgarbi e le liste Oltre i Partiti e Fronte Pensionati al primo turno e poi anche dalla Lega al ballottaggio): ottiene il 42,19% al primo turno e accede al ballottaggio, dove però con il 47,89% viene sconfitto dal candidato del centro-sinistra Gian Luigi Boiardi (52,11%). Viene comunque eletto consigliere provinciale, in quanto candidato presidente non eletto.
Alle elezioni politiche del 2006 è confermato alla Camera (terzo nella lista di AN nella circoscrizione Emilia-Romagna), ricoprendo la carica di vicepresidente della Commissione Ambiente, Territorio e Lavori Pubblici per la XV Legislatura.
Alle elezioni politiche del 2008 viene riconfermato alla Camera (quinto nella lista del Popolo della Libertà per la circoscrizione Emilia-Romagna), ricoprendo la carica di Vicepresidente della Commissione Parlamentare per la semplificazione e di Presidente della Commissione parlamentare di Vigilanza sulla Cassa Depositi e Prestiti S.p.a. per la XV Legislatura.
Alle elezioni provinciali del 2009 viene eletto consigliere provinciale di Piacenza per il PdL nel collegio Piacenza I, dove ottiene il 37,68% dei voti. Nella stessa tornata elettorale è eletto anche consigliere di Pianello Val Tidone per una lista civica.
Nel 2011 si dimette da consigliere provinciale per candidarsi di nuovo al consiglio comunale di Piacenza, dove viene eletto alle elezioni comunali del 2012 nelle liste del Popolo della Libertà, di cui fino al dicembre 2012 è coordinatore provinciale.

### Passaggio a Fratelli d'Italia
In dissenso verso il sostegno del PdL al governo Monti, a dicembre 2012 partecipa alla scissione del PdL guidata da Giorgia Meloni, Ignazio La Russa e Guido Crosetto che porta alla nascita di Fratelli d'Italia (FdI), nelle cui file si è ricandidato alla Camera nella circoscrizione Emilia-Romagna alle elezioni politiche del 2013: tuttavia, a causa dei bassi risultati ottenuti dalla lista in Regione e della sconfitta a livello nazionale della coalizione di centro-destra, non è stato rieletto deputato, nonostante il sesto miglior risultato nazionale ottenuto a livello provinciale da FdI sia stato proprio a Piacenza.

#### Attività come consigliere regionale
Alle elezioni regionali in Emilia-Romagna del novembre 2014 si è candidato come capolista di Fratelli d'Italia per la provincia di Piacenza ed è stato eletto consigliere regionale, ottenendo il 5,42% dei voti validi (miglior risultato in assoluto a livello regionale della lista, che complessivamente ha ottenuto solo l'1,91% dei voti validi); il 18 dicembre 2014 viene ufficialmente proclamato consigliere regionale dell'Emilia-Romagna e, siccome il partito possedeva un solo seggio, divenne in automatico il capogruppo in Consiglio regionale.

### Ritorno alla Camera

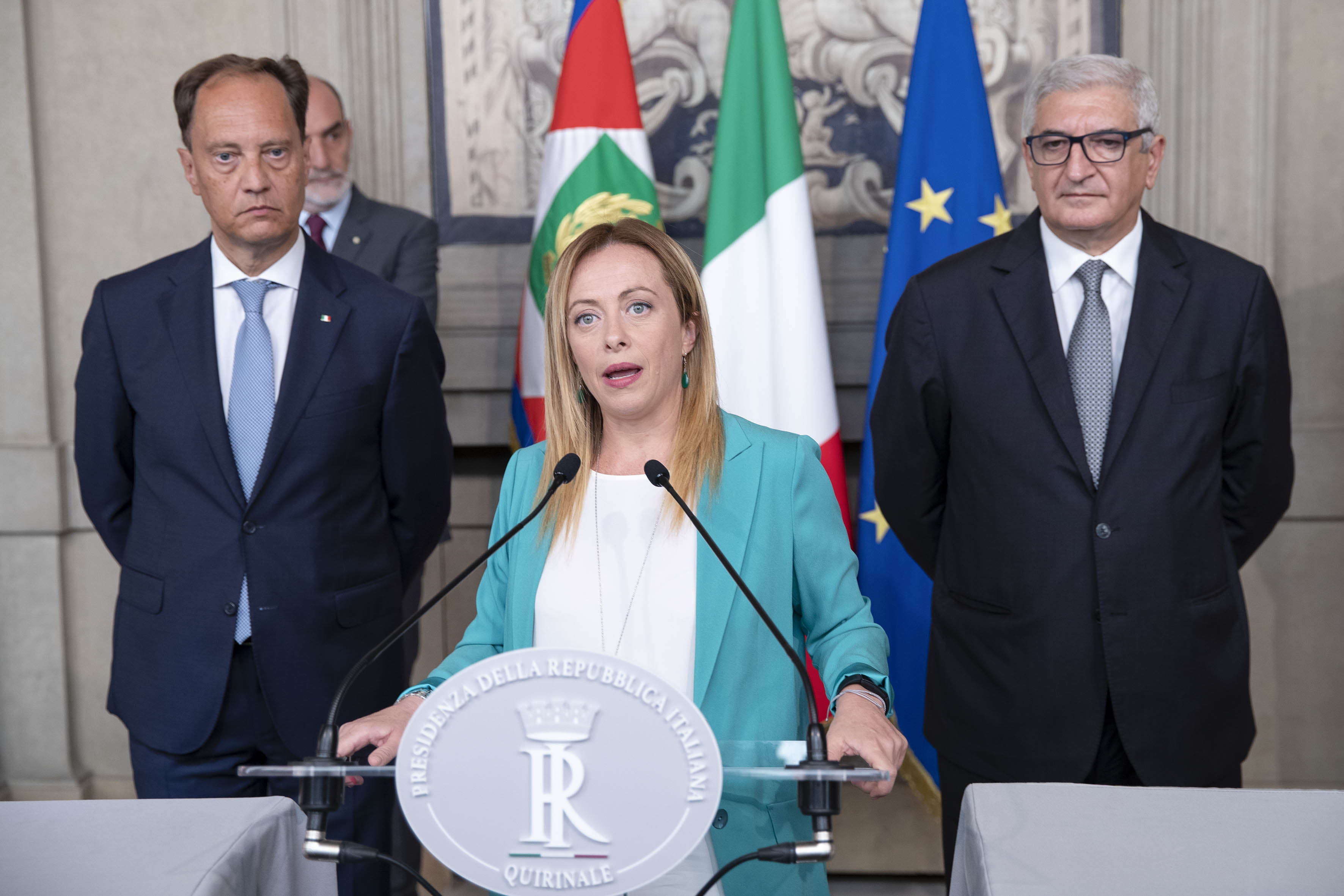
Foti e Luca Ciriani con Giorgia Meloni durante le consultazioni al Quirinale del 2019.

Alle elezioni politiche del 2018 viene ricandidato alla Camera nel collegio uninominale Emilia-Romagna - 14 (Piacenza), sostenuto dalla coalizione di centro-destra in quota FdI, risultando eletto deputato con il 47,39% dei voti e superando i candidati del Movimento 5 Stelle Filippo Ghigini (23,22%) e del centro-sinistra Patrizia Calza (21,24%), dimettendosi dal Consiglio Regionale il 17 aprile 2018, a causa dell'incompatibilità tra l'incarico di consigliere regionale e quello di deputato, gli è perciò subentrato il 5 giugno Giancarlo Tagliaferri.

### Capogruppo di Fratelli d'Italia alla Camera
Alle elezioni politiche anticipate del 2022 viene ricandidato alla Camera sia nel collegio uninominale Emilia-Romagna - 01 (Piacenza), sostenuto dalla coalizione di centro-destra, oltreché come capolista di Fratelli d'Italia nei collegi plurinominali Emilia-Romagna - 01 ed Emilia-Romagna - 03, venendo rieletto nell'uninominale con il 52,53% dei voti e superando o candidati Beatrice del centro-sinistra Ghetti (25,68%) e del Movimento 5 Stelle Carmine De Falco (8,24%). Nella XIX legislatura diventa poi vicepresidente vicario del gruppo alla Camera. Dal 9 novembre 2022 ricopre la carica di Presidente del gruppo parlamentare di Fratelli d'Italia alla Camera, in sostituzione di Francesco Lollobrigida diventato ministro dell'agricoltura nel governo Meloni.
Nel dicembre 2022 è stato primo firmatario della proposta di modifica della legge 157/1992 diretta ad ampliare la possibilità di cacciare fauna selvatica, consentendo uccisioni e le catture di animali selvatici, anche nelle città e nelle aree protette.
Alle elezioni comunali in Emilia-Romagna del 2024 si candida al consiglio comunale di Castel San Giovanni (Piacenza), nella lista civica di centro-destra Castellani con Valentina Stragliati sindaco (a cui aderisce Fratelli d'Italia) a sostegno del candidato sindaco Valentina Stragliati, risultando eletto consigliere comunale.

### Ministro per gli affari europei, le politiche di coesione e il PNRR
Il 2 dicembre 2024 viene nominato ministro per gli affari europei, le politiche di coesione e il PNRR nel governo Meloni, in sostituzione di Raffaele Fitto (nominato vicepresidente esecutivo della Commissione europea e commissario europeo per la politica regionale e di coesione, lo sviluppo regionale, le città e le riforme nella commissione von der Leyen II), prestando il giorno stesso giuramento al palazzo del Quirinale nelle mani del Presidente della Repubblica Sergio Mattarella. Il giorno successivo lascia l'incarico di capogruppo di Fratelli d'Italia alla Camera, venendo sostituito da Galeazzo Bignami.

## Vita privata
Pratica lo sport ed è tifoso dell'Inter. Ha una figlia: Alessandra (1992).

## Procedimenti giudiziari
A febbraio 2022 viene indagato dalla procura di Piacenza per corruzione e traffico di influenze illecite. Secondo i PM Foti avrebbe ricevuto 3.000 euro per aiutare un'azienda, sfruttando i suoi rapporti con l'ex assessora comunale e collega di partito Erika Opizzi, anche lei indagata. A febbraio 2024 la procura di Piacenza ha chiesto l'archiviazione della posizione di Foti, mentre alcuni sindaci, politici locali e imprenditori sono stati rinviati a giudizio.